# Hrabstwo Luksemburga
Hrabstwo Luksemburga (luks. Grofschaft Lëtzebuerg) – historyczne państwo, istniejące w Europie Zachodniej w latach 963–1353, kraj Świętego Cesarstwa Rzymskiego.
W 963 hrabia Moselgau, Zygfryd I, nabył zamek Luksemburg, który stał się zalążkiem nowego kraju i przystąpił do jego rozbudowy. W kolejnych stuleciach stopniowo rozbudowywano stolicę i rozszerzano granice kraju. Na początku XIV wieku ród Luksemburgów uzyskał znaczącą pozycję w obrębie Świętego Cesarstwa Rzymskiego, gdy hrabia Henryk VII Luksemburski jako pierwszy z rodu uzyskał godność cesarza rzymskiego, a jego syn Jan Luksemburski został królem Czech. Syn Jana, Karol I, sięgnął po obie godności, osiadając w Pradze i skupiając się na polityce czeskiej, traktując Luksemburg jako kraj odległy. W międzyczasie zrzekł się tytułu hrabiego Luksemburga w 1353 na rzecz brata, Wacława I, i w 1354 podniósł hrabstwo do rangi księstwa.